# Aranypart az 1952. évi nyári olimpiai játékokon
Aranypart a finnországi Helsinkiben megrendezett 1952. évi nyári olimpiai játékok egyik részt vevő nemzete volt.  Az országot az olimpián 1 sportágban 7 sportoló képviselte, akik érmet nem szereztek.
Ez volt az első olyan eset, hogy egy nyugat-afrikai ország nem nyert olimpiai érmet debütáló szereplésén. Aranypart a függetlensége elnyerése utántól, 1960 óta Ghánaként vesz részt az olimpiai játékokon.

## Atlétika
Férfi
| Versenyző                                                | Versenyszám     | Előfutam | Előfutam | Előfutam | Negyeddöntő | Negyeddöntő | Negyeddöntő | Elődöntő | Elődöntő | Elődöntő | Döntő   | Döntő    |
| Versenyző                                                | Versenyszám     | Idő      | Hely.    | Össz.    | Idő         | Hely.       | Össz.       | Idő      | Hely.    | Össz.    | Idő     | Helyezés |
| -------------------------------------------------------- | --------------- | -------- | -------- | -------- | ----------- | ----------- | ----------- | -------- | -------- | -------- | ------- | -------- |
| George Acquaah                                           | 100 m           | 11,47    | 5.       | 59.      | kiesett     | kiesett     | kiesett     | kiesett  | kiesett  | kiesett  | kiesett | kiesett  |
| Gabriel Lareya                                           | 100 m           | 11,18    | 3.       | 31.*     | kiesett     | kiesett     | kiesett     | kiesett  | kiesett  | kiesett  | kiesett | kiesett  |
| Mohamed Sanni-Thomas                                     | 800 m           | 2:05,8   | 6.       | 49.      |             |             |             | kiesett  | kiesett  | kiesett  | kiesett | kiesett  |
| George Acquaah Gabriel Lareya John Owusu Augustus Lawson | 4 × 100 m váltó | 42,27    | 4.       | 14.      |             |             |             | kiesett  | kiesett  | kiesett  | kiesett | kiesett  |

| Versenyző     | Versenyszám | Selejtező | Selejtező | Döntő    | Döntő    |
| Versenyző     | Versenyszám | Eredmény  | Helyezés  | Eredmény | Helyezés |
| ------------- | ----------- | --------- | --------- | -------- | -------- |
| James Owoo    | Magasugrás  | 187 cm    | 4.***     | 180 cm   | 20.**    |
| William Laing | Hármasugrás | 14,09 m   | 25.       | kiesett  | kiesett  |

* - két másik versenyzővel azonos időt ért el

** - három másik versenyzővel azonos eredményt ért el

*** - négy másik versenyzővel azonos eredményt ért el